# Jerrold Post
Jerrold Morton Post (* 8. Februar 1934 in New Haven (Connecticut), USA; † 22. November 2020 in Bethesda (Maryland), USA) war ein US-amerikanischer Psychiater, der unter anderem im Auftrag der CIA psychologische Profile über führende Politiker erstellte.

## Leben und Wirken

### Ausbildung
Post studierte an der Universität Yale Medizin und erwarb dort 1960 den Grad eines Dr. med. Nach einer zweijährigen Weiterbildung an der Harvard Medical School praktizierte er zwei Jahre am St. Elizabeths Hospital, einer psychiatrischen Klinik in Washington, D.C.

### Tätigkeit bei der CIA
1965 trat er dem Geheimdienst CIA bei und war dort 21 Jahre tätig. Er gründete ein Pilotprogramm zur politischen Profilierung internationaler Führungskräfte. US-Präsident Jimmy Carter bat ihn um Profile des ägyptischen Präsidenten Anwar Sadat und des israelischen Premierministers Menachem Begin zur Vorbereitung des Camp-David-Abkommens im Jahr 1978, das zum israelisch-ägyptischen Friedensvertrag führte. Carter bekannte öffentlich, dass ein Großteil dieses Erfolgs auf Jerrold Posts Profil beruhe, in dem Sadats „Nobelpreiskomplex“ und Begins obsessive Beschäftigung mit dem Holocaust erwähnt wurden.

### George Washington University
Nach seiner Tätigkeit bei der CIA wurde Post Direktor des Programms für Politische Psychologie an der George Washington University und erstellte weiterhin Profile, beispielsweise über Fidel Castro, Konstantin Tschernenko, Cho Man-sik, Jassir Arafat, Ruhollah Chomeini, Muammar al-Gaddafi und Saddam Hussein. Dem irakischen Diktator schrieb er bösartigen Narzissmus und paranoide Machtträume zu, die nicht zuletzt damit zusammenhingen, dass er aus seinem Elternhaus geflohen und bei einem Onkel aufgewachsen war und dass seine Mutter einen Selbstmordversuch unternommen und ihren jüngsten Sohn erfolglos abzutreiben versucht hatte, nachdem sein Vater und sein ältester Bruder kurz vor seiner Geburt verstorben waren.
Gemeinsam mit Stephanie Doucette verfasste Post das Buch Dangerous Charisma: The Political Psychology of Donald Trump and His Followers, das ein Jahr vor der Präsidentschaftswahl in den Vereinigten Staaten 2020 veröffentlicht wurde. Post beschreibt darin das Bedürfnis Trumps nach Bewunderung und die Sehnsucht seiner Anhänger nach einer „Vaterfigur“ zum Schutz vor dem Bösen, was mit einigen früheren Analysen übereinstimmt. Die Veröffentlichung des Buches über Donald Trump führte zu kontroversen Diskussionen, da nach der Goldwater-Regel, einer Richtlinie der American Psychiatric Association, der Post als Mitglied angehörte, professionelle Stellungnahmen zu Persönlichkeiten ohne deren Zustimmung als unethisch betrachtet werden.

### Krankheit und Tod
Ab Januar 2020 begann sich Posts Gesundheitszustand zu verschlechtern. Im Juli 2020 erlitt er einen Schlaganfall. Er starb am 22. November 2020, eine Woche, nachdem er positiv auf COVID-19 getestet worden war.

## Bedeutung
Jerrold Post wird in einigen Quellen als Erfinder der politischen Psychologie gewürdigt. 1979 wurde er mit der Intelligence Medal of Merit, einer Auszeichnung der CIA, geehrt.

## Zitat
„Putin sehnt sich danach, als respektierter Weltenführer anerkannt zu werden, und er versteht, dass für diesen Respekt seine Taten rational und legitim erscheinen müssen.“

## Publikationen (Auswahl)
- Leaders and Their Followers in a Dangerous World: The Psychology of Political Behavior. Cornell University Press, 2004. ISBN 0-8014-4169-2 (Online-Teilansicht).
- The Psychological Assessment of Political Leaders: With Profiles of Saddam Hussein and Bill Clinton. University of Michigan, 2005. ISBN 978-0-472-06838-8.
- Robert S. Robins, Jerrold M. Post: Die Psychologie des Terrors. Droemer Knaur, 2002. ISBN 978-3-426-27273-2.
- Jerrold M. Post, Robert S. Robins: When Illness Strikes the Leader: The Dilemma of the Captive King. Yale University Press, 1995.
- Jerrold M. Post, Charles Armstrong: The North Korean Revolution, 1945–1950. Cornell University Press, 2004. ISBN 0-8014-8914-8.